# Trofeo Melinda 1996
Il Trofeo Melinda 1996, quinta edizione della corsa, si svolse il 1º settembre 1996 su un percorso di 206 km, con partenza da Malé e arrivo a Fondo. La vittoria fu appannaggio dell'italiano Andrea Tafi, che completò il percorso in 5h19'10", alla media di 38,726 km/h, precedendo i connazionali Massimo Podenzana e Filippo Casagrande.

## Ordine d'arrivo (Top 10)
| Pos. | Corridore            | Squadra                 | Tempo    |
| ---- | -------------------- | ----------------------- | -------- |
| 1    | Andrea Tafi          | Mapei-GB                | 5h19'10" |
| 2    | Massimo Podenzana    | Carrera Jeans           | a 0'13"  |
| 3    | Filippo Casagrande   | Scrigno-Gaerne          | a 0'22"  |
| 4    | Davide Rebellin      | Polti                   | s.t.     |
| 5    | Daniele Nardello     | Mapei-GB                | s.t.     |
| 6    | Fabio Roscioli       | Refin-Mobilvetta        | s.t.     |
| 7    | Carlo Finco          | MG Maglificio-Technogym | a 0'47"  |
| 8    | Maurizio Fondriest   | Roslotto-ZG Mobili      | a 0'48"  |
| 9    | Alessandro Calzolari | Mapei-GB                | s.t.     |
| 10   | Rodolfo Massi        | Refin-Mobilvetta        | s.t.     |